# Kościelisko-Witów (gmina)

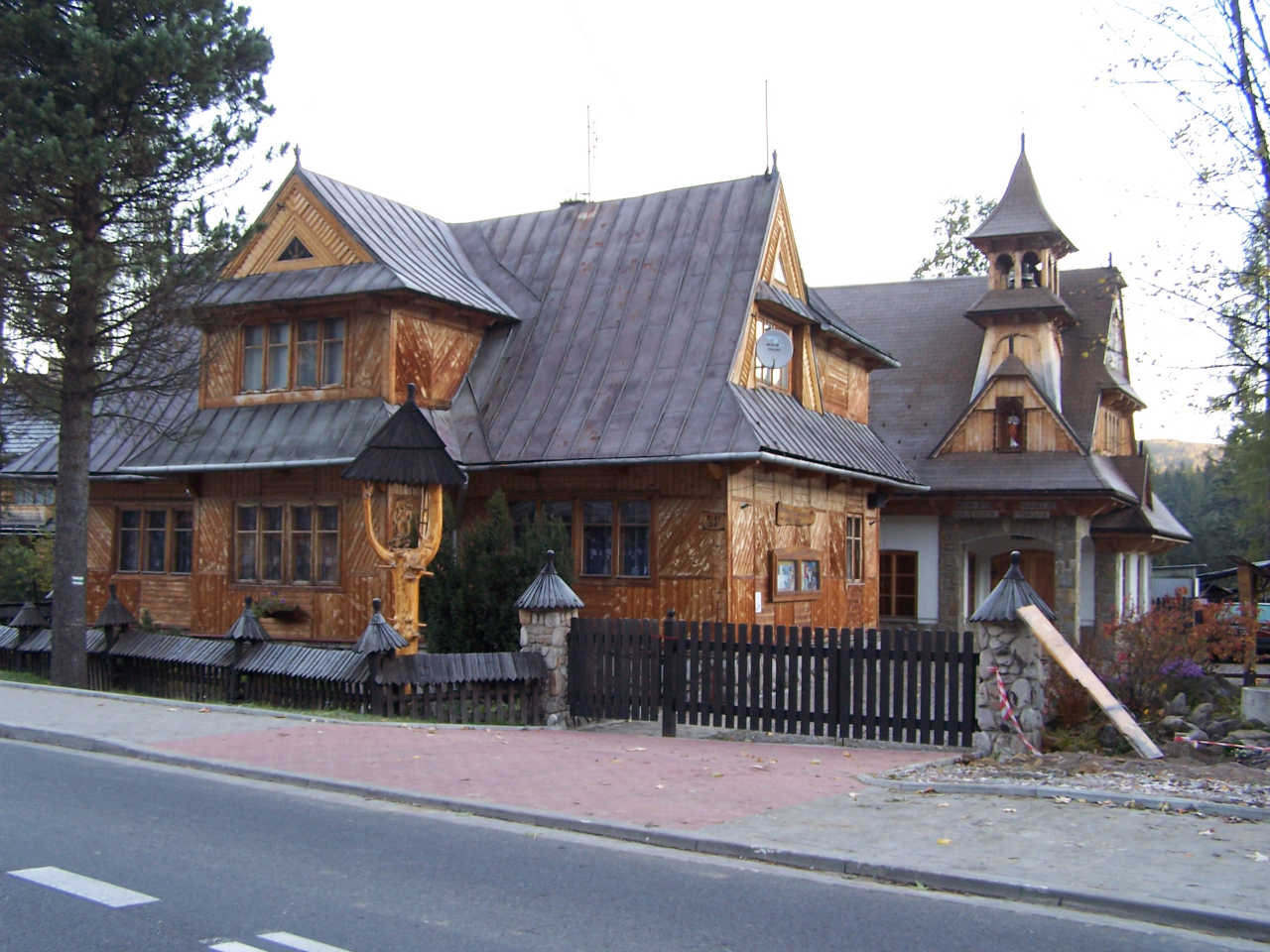
Kaplica w Kościelisku

Kościelisko-Witów – dawna gmina wiejska istniejąca w latach 1973–1977 w woj. krakowskim i nowosądeckim (dzisiejsze woj. małopolskie). Siedzibą władz gminy był Witów (pierwszy człon nazwy gminy dotyczył wsi Kościelisko).
Gmina została utworzona w dniu 1 stycznia 1973 roku w powiecie nowotarskim w woj. krakowskim. Objęła cztery sołectwa: Chochołów, Dzianisz, Kościelisko i Witów.
1 czerwca 1975 gmina znalazła się w nowo utworzonym woj. nowosądeckim. 
1 lipca 1977 roku gmina została zniesiona. Z większości jej obszaru (sołectw Dzianisz, Kościelisko i Witów) oraz z obszaru znoszonej gminy Poronin i części gmin Biały Dunajec i Czarny Dunajec utworzono nową gminę Tatrzańską. Jedynie sołectwo Chochołów z gminy Kościelisko-Witów włączono do gminy Czarny Dunajec.